# 1576
Il 1576 (MDLXXVI in numeri romani) è un anno bisestile del XVI secolo.

## Eventi
- Epidemia di peste nel nord Italia.
- A Genova viene inventato il gioco del Lotto.
- 4 novembre – Viene portato a termine il Sacco di Anversa da parte dei soldati spagnoli.
- 8 novembre – Pacificazione di Gand: Le province dei Paesi Bassi degli Asburgo firmano un trattato al fine di cacciare dal Paese le truppe mercenarie spagnole e al tempo stesso promuovere un trattato di pace con le province ribelli dell'Olanda della Zelanda.

### America del Nord
- giugno – L'esploratore inglese Martin Frobisher parte alla ricerca del Passaggio a nord-ovest verso l'Asia, ma la sua spedizione riesce soltanto a raggiungere la baia di Frobisher e lo stretto di Hudson (Canada).

## Nati

### Gennaio
- 4 gennaio - Caterina Renata d'Asburgo, nobile austriaca († 1599)
- 5 gennaio - Anne Turner, assassina inglese († 1615)
- 11 gennaio - Giacomo Maria Manzoni († 1642)

### Febbraio
- 2 febbraio - Alix Le Clerc, religiosa francese († 1622)
- 29 febbraio - Antonio Neri, artigiano italiano († 1614)

### Marzo
- 31 marzo - Luisa Giuliana di Nassau, principessa († 1644)

### Aprile
- 13 aprile - Nanbu Toshinao, militare giapponese († 1632)
- 23 aprile - Giovanni Beatrice, brigante italiano († 1617)

### Maggio
- 11 maggio - Elia Diodati, avvocato e giurista svizzero († 1661)
- 17 maggio - Giovanni Matteo Adami, gesuita e missionario italiano († 1633)
- 27 maggio - Caspar Schoppe, umanista tedesco († 1649)

### Giugno
- 3 giugno - Giovanni Diodati, teologo italiano († 1649)
- 16 giugno - Giovanni Battista Viola, pittore italiano († 1622)

### Luglio
- 3 luglio - Anna di Prussia, nobile tedesca († 1625)
- 22 luglio - Juan Pedro Fontanella, giurista spagnolo († 1649)

### Agosto
- 13 agosto - David Vinckboons, pittore, incisore e disegnatore olandese
- 29 agosto - Antonio de' Medici, nobile italiano († 1621)

### Settembre
- 14 settembre - Pietro Palazzo, presbitero italiano († 1648)
- 15 settembre - Jalangtuš Bahadur, condottiero uzbeko († 1656)
- 15 settembre - Giovanni Adolfo di Schleswig-Holstein-Sonderburg-Norburg, nobile danese († 1624)
- 22 settembre - Filippo Guglielmo di Baviera, cardinale tedesco († 1598)

### Ottobre
- 7 ottobre - Orazio Albani, ambasciatore italiano († 1653)
- 13 ottobre - Giovanni Lorenzo Baldano, poeta e magistrato italiano († 1660)
- 28 ottobre - Rodolfo di Anhalt-Zerbst, principe († 1621)
- 30 ottobre - Arrigo Caterino Davila, militare, scrittore e storico italiano († 1631)

### Novembre
- 6 novembre - Carlo Günther di Schwarzburg-Rudolstadt, nobiluomo tedesco († 1630)
- 18 novembre - Filippo Luigi II di Hanau-Münzenberg, conte tedesco († 1612)
- 27 novembre - Shimazu Tadatsune, militare giapponese († 1638)

### Dicembre
- 20 dicembre - Giovanni Sarkander, presbitero boemo († 1620)

### Senza giorno specificato
- Abaza Mehmed Pascià, politico e militare ottomano († 1634)
- Akita Sanesue, militare giapponese († 1660)
- William Ames, teologo e predicatore inglese († 1633)
- Diogo Andrada de Paiva, letterato portoghese († 1660)
- Asano Yoshinaga, militare giapponese († 1613)
- Niccolò Barbieri, attore teatrale e commediografo italiano († 1641)
- Cosimo de' Bardi, giurista e arcivescovo cattolico italiano († 1631)
- Antonio Beduschi, pittore italiano
- Giovanni Battista Bissoni, pittore italiano († 1636)
- Desiderio Bonfini, intagliatore italiano († 1634)
- Pietro Paolo Bonzi, pittore italiano († 1636)
- Rodrigo Calderón, politico e nobile spagnolo († 1621)
- Vincenzo Carducci, pittore spagnolo († 1638)
- Salomon de Caus, architetto e ingegnere francese († 1626)
- Fabrizio Colloredo, militare e ambasciatore italiano († 1645)
- Toldo Costantini, poeta italiano
- Carlo I Doria Del Carretto, nobile e generale italiano († 1649)
- Gregorio Fernández, scultore spagnolo († 1636)
- Cornelis Galle il Vecchio, incisore fiammingo († 1650)
- Roque González de Santa Cruz, missionario e gesuita paraguaiano († 1628)
- Ijuin Tadazane, militare giapponese († 1602)
- Giovanni Battista Lercari, doge († 1657)
- Stefano Maderno, scultore italiano († 1636)
- Erasmo Marotta, compositore italiano († 1641)
- John Marston, poeta, drammaturgo e scrittore inglese († 1634)
- Pedro de Mata y Haro, vescovo cattolico italiano († 1627)
- Pietro Mazzarino († 1654)
- Archibald Napier, I Lord Napier, politico scozzese († 1645)
- Nihonmatsu Yoshitaka, militare giapponese
- John Robinson, religioso britannico († 1625)
- Stefano Rossi, poeta italiano († 1655)
- Angelo Sala, medico e chimico italiano († 1637)
- Roelant Savery, pittore fiammingo († 1639)
- Johann Schreck, gesuita, naturalista e astronomo tedesco († 1630)
- Muzio II Sforza di Caravaggio, nobile italiano († 1622)
- Santino Solari, architetto e scultore italiano († 1646)
- Bartolomeo Sovero, matematico svizzero († 1629)
- Lionello Spada, pittore italiano († 1622)
- Filippo Tarchiani, pittore italiano († 1645)
- Paolo Torelli, arcivescovo cattolico italiano († 1630)
- Thomas Weelkes, organista e compositore inglese († 1623)
- John Weever, antiquario e poeta inglese († 1632)
- Jean Ogier de Gombauld, drammaturgo e poeta francese († 1666)

## Morti

### Gennaio
- 13 gennaio - Benedetto Oliva, vescovo cattolico italiano
- 15 gennaio - Arima Yoshisada, militare giapponese (n. 1521)
- 19 gennaio - Hans Sachs, poeta e drammaturgo tedesco (n. 1494)

### Febbraio
- 10 febbraio - Guilielmus Xylander, umanista, filologo classico e traduttore tedesco (n. 1532)
- 11 febbraio - Lucrezia Gonzaga, nobildonna e letterata italiana (n. 1522)
- 12 febbraio - Giovanni Alberto I di Meclemburgo-Schwerin, duca tedesco (n. 1525)
- 13 febbraio - Ludovico Antinori, arcivescovo cattolico italiano (n. 1531)
- 15 febbraio - Francesco De Marchi, alpinista, speleologo e ingegnere italiano (n. 1504)
- 22 febbraio - Bernardino Gatti, pittore italiano

### Marzo
- 1º marzo - Juan de Betanzos, scrittore e storico spagnolo
- 5 marzo - Luis de Zúñiga y Requesens, militare, diplomatico e politico spagnolo (n. 1528)
- 11 marzo - Juan de Salcedo, esploratore spagnolo (n. 1549)
- 18 marzo - Carlo I di Hohenzollern, nobile (n. 1516)
- 20 marzo - Heinrich Salmuth, teologo e pastore protestante tedesco (n. 1522)
- 27 marzo - Lelio Torelli, funzionario e giurista italiano (n. 1498)
- 28 marzo - Giovanni Orosco de Arzés, vescovo cattolico spagnolo

### Aprile
- 2 aprile - Giovan Battista Bertani, architetto italiano (n. 1516)
- 13 aprile - Cornelio Giansenio, teologo e vescovo cattolico fiammingo (n. 1510)

### Maggio
- 2 maggio - Bartolomé Carranza, arcivescovo cattolico e teologo spagnolo (n. 1503)
- 20 maggio - Maurizio Pietra, vescovo cattolico italiano (n. 1514)
- 25 maggio - Tahmasp I, sovrano persiano (n. 1514)
- 26 maggio - Vincenzo Danti, scultore italiano (n. 1530)

### Giugno
- 23 giugno - Levina Teerlinc, miniatrice fiamminga
- 29 giugno - Frans van de Velde, vescovo cattolico e teologo olandese (n. 1506)

### Luglio
- 2 luglio - Josias Simmler, teologo e umanista svizzero (n. 1530)
- 8 luglio - Gian Lorenzo Pappacoda, nobile e politico italiano (n. 1541)
- 10 luglio - Leonora Álvarez de Toledo, nobildonna spagnola (n. 1553)
- 16 luglio - Isabella de' Medici, nobildonna italiana (n. 1542)
- 17 luglio - Luigi Carafa della Stadera, II principe di Stigliano, nobile e politico italiano (n. 1511)
- 30 luglio - Antonio Scarampi, vescovo cattolico italiano (n. 1516)

### Agosto
- 2 agosto - Lorenzo Sabatini, pittore italiano
- 27 agosto - Tiziano Vecellio, pittore italiano

### Settembre
- 4 settembre - Romolo Archinto, vescovo cattolico italiano (n. 1513)
- 11 settembre - Mario Carafa, arcivescovo cattolico italiano
- 16 settembre - Isabella di Braganza, nobile portoghese (n. 1514)
- 21 settembre - Gerolamo Cardano, medico, matematico e filosofo italiano (n. 1501)
- 22 settembre - Walter Devereux, I conte di Essex, nobile e generale inglese (n. 1541)

### Ottobre
- 12 ottobre - Massimiliano II d'Asburgo (n. 1527)
- 13 ottobre - Francesco Camilliani, scultore e architetto italiano (n. 1530)
- 19 ottobre - George Gordon, V conte di Huntly, nobile scozzese (n. 1534)
- 26 ottobre - Federico III del Palatinato, sovrano tedesco (n. 1515)

### Novembre
- 4 novembre - John Paulet, II marchese di Winchester, nobile inglese (n. 1510)
- 5 novembre - Hatakeyama Takamasa, militare giapponese (n. 1527)
- 6 novembre - Andrea Matteo Acquaviva d'Aragona, arcivescovo cattolico italiano
- 12 novembre - Alessandro Magno, viaggiatore italiano (n. 1538)
- 28 novembre - Edoardo del Portogallo, V duca di Guimarães, principe e politico portoghese (n. 1541)

### Dicembre
- 11 dicembre - Joachim Hoppers, giurista, docente e politico olandese (n. 1523)
- 21 dicembre - Juan Alfonso de Polanco, gesuita spagnolo (n. 1517)

### Senza giorno specificato
- Agostino Argenti, letterato italiano
- Bálint Bakfark, compositore e liutista ungherese (n. 1507)
- Santi Buglioni, scultore italiano (n. 1494)
- Mathieu Béroalde, scrittore, teologo e storico francese (n. 1520)
- Ottaviano Cane, pittore italiano (n. 1495)
- Pietro Catena, astronomo, filosofo e matematico italiano (n. 1501)
- Volcher Coiter, anatomista e naturalista olandese (n. 1534)
- Giacomo IV Crispo, duca
- Francesco Dattaro, architetto italiano (n. 1495)
- Antonio Elio, patriarca cattolico italiano
- Guido Fontana, ceramista italiano (n. 1490)
- Agostino Galeazzi, pittore italiano (n. 1523)
- Lope García de Castro,  spagnolo (n. 1516)
- Francesco da Sangallo, scultore italiano (n. 1494)
- Pietro Giustiniani, politico e storico italiano (n. 1490)
- Hatakeyama Yoshitaka, militare giapponese (n. 1557)
- Kitabatake Tomonori, militare giapponese (n. 1528)
- Giovanni Antonio Licinio, pittore italiano (n. 1515)
- Damiano Mazza, pittore italiano (n. 1550)
- Giacomo Mignanelli, vescovo cattolico italiano (n. 1529)
- Girolamo Muzio, letterato e umanista italiano (n. 1496)
- Giovanni Nostradamus, storico e scrittore francese (n. 1522)
- Diego Ortiz, compositore, musicologo e gambista spagnolo (n. 1510)
- Alvise Pasqualigo, scrittore italiano (n. 1536)
- Tommaso Porcacchi, umanista, geografo e traduttore italiano (n. 1530)
- Lorenzo di Piero Ridolfi, politico italiano (n. 1503)
- Giovan Francesco da Sangallo, scultore e architetto italiano (n. 1494)
- Manno Sbarri, orafo italiano (n. 1536)
- Shiina Yasutane, militare giapponese
- Charles Stuart, conte (n. 1555)
- Johannes Stumpf, storico svizzero (n. 1500)
- Bernardino Tomitano, medico, letterato e filosofo italiano (n. 1517)
- Utsunomiya Hirotsuna, militare giapponese (n. 1543)
- Orazio Vecellio, pittore italiano
- Estêvão da Gama, nobile e militare portoghese

## Calendario
| Calendario 1576 | Calendario 1576 | Calendario 1576 | Calendario 1576 | Calendario 1576 | Calendario 1576 | Calendario 1576 | Calendario 1576 | Calendario 1576 | Calendario 1576 | Calendario 1576 | Calendario 1576 | Calendario 1576 | Calendario 1576 | Calendario 1576 | Calendario 1576 | Calendario 1576 | Calendario 1576 | Calendario 1576 | Calendario 1576 | Calendario 1576 | Calendario 1576 | Calendario 1576 | Calendario 1576 | Calendario 1576 | Calendario 1576 | Calendario 1576 | Calendario 1576 | Calendario 1576 | Calendario 1576 | Calendario 1576 | Calendario 1576 | Calendario 1576 |
| --------------- | --------------- | --------------- | --------------- | --------------- | --------------- | --------------- | --------------- | --------------- | --------------- | --------------- | --------------- | --------------- | --------------- | --------------- | --------------- | --------------- | --------------- | --------------- | --------------- | --------------- | --------------- | --------------- | --------------- | --------------- | --------------- | --------------- | --------------- | --------------- | --------------- | --------------- | --------------- | --------------- |
|                 | 1               | 2               | 3               | 4               | 5               | 6               | 7               | 8               | 9               | 10              | 11              | 12              | 13              | 14              | 15              | 16              | 17              | 18              | 19              | 20              | 21              | 22              | 23              | 24              | 25              | 26              | 27              | 28              | 29              | 30              | 31              |                 |
| Gennaio         | Do              | Lu              | Ma              | Me              | Gi              | Ve              | Sa              | Do              | Lu              | Ma              | Me              | Gi              | Ve              | Sa              | Do              | Lu              | Ma              | Me              | Gi              | Ve              | Sa              | Do              | Lu              | Ma              | Me              | Gi              | Ve              | Sa              | Do              | Lu              | Ma              |                 |
| Febbraio        | Me              | Gi              | Ve              | Sa              | Do              | Lu              | Ma              | Me              | Gi              | Ve              | Sa              | Do              | Lu              | Ma              | Me              | Gi              | Ve              | Sa              | Do              | Lu              | Ma              | Me              | Gi              | Ve              | Sa              | Do              | Lu              | Ma              | Me              |                 |                 |                 |
| Marzo           | Gi              | Ve              | Sa              | Do              | Lu              | Ma              | Me              | Gi              | Ve              | Sa              | Do              | Lu              | Ma              | Me              | Gi              | Ve              | Sa              | Do              | Lu              | Ma              | Me              | Gi              | Ve              | Sa              | Do              | Lu              | Ma              | Me              | Gi              | Ve              | Sa              |                 |
| Aprile          | Do              | Lu              | Ma              | Me              | Gi              | Ve              | Sa              | Do              | Lu              | Ma              | Me              | Gi              | Ve              | Sa              | Do              | Lu              | Ma              | Me              | Gi              | Ve              | Sa              | Do              | Lu              | Ma              | Me              | Gi              | Ve              | Sa              | Do              | Lu              |                 |                 |
| Maggio          | Ma              | Me              | Gi              | Ve              | Sa              | Do              | Lu              | Ma              | Me              | Gi              | Ve              | Sa              | Do              | Lu              | Ma              | Me              | Gi              | Ve              | Sa              | Do              | Lu              | Ma              | Me              | Gi              | Ve              | Sa              | Do              | Lu              | Ma              | Me              | Gi              |                 |
| Giugno          | Ve              | Sa              | Do              | Lu              | Ma              | Me              | Gi              | Ve              | Sa              | Do              | Lu              | Ma              | Me              | Gi              | Ve              | Sa              | Do              | Lu              | Ma              | Me              | Gi              | Ve              | Sa              | Do              | Lu              | Ma              | Me              | Gi              | Ve              | Sa              |                 |                 |
| Luglio          | Do              | Lu              | Ma              | Me              | Gi              | Ve              | Sa              | Do              | Lu              | Ma              | Me              | Gi              | Ve              | Sa              | Do              | Lu              | Ma              | Me              | Gi              | Ve              | Sa              | Do              | Lu              | Ma              | Me              | Gi              | Ve              | Sa              | Do              | Lu              | Ma              |                 |
| Agosto          | Me              | Gi              | Ve              | Sa              | Do              | Lu              | Ma              | Me              | Gi              | Ve              | Sa              | Do              | Lu              | Ma              | Me              | Gi              | Ve              | Sa              | Do              | Lu              | Ma              | Me              | Gi              | Ve              | Sa              | Do              | Lu              | Ma              | Me              | Gi              | Ve              |                 |
| Settembre       | Sa              | Do              | Lu              | Ma              | Me              | Gi              | Ve              | Sa              | Do              | Lu              | Ma              | Me              | Gi              | Ve              | Sa              | Do              | Lu              | Ma              | Me              | Gi              | Ve              | Sa              | Do              | Lu              | Ma              | Me              | Gi              | Ve              | Sa              | Do              |                 |                 |
| Ottobre         | Lu              | Ma              | Me              | Gi              | Ve              | Sa              | Do              | Lu              | Ma              | Me              | Gi              | Ve              | Sa              | Do              | Lu              | Ma              | Me              | Gi              | Ve              | Sa              | Do              | Lu              | Ma              | Me              | Gi              | Ve              | Sa              | Do              | Lu              | Ma              | Me              |                 |
| Novembre        | Gi              | Ve              | Sa              | Do              | Lu              | Ma              | Me              | Gi              | Ve              | Sa              | Do              | Lu              | Ma              | Me              | Gi              | Ve              | Sa              | Do              | Lu              | Ma              | Me              | Gi              | Ve              | Sa              | Do              | Lu              | Ma              | Me              | Gi              | Ve              |                 |                 |
| Dicembre        | Sa              | Do              | Lu              | Ma              | Me              | Gi              | Ve              | Sa              | Do              | Lu              | Ma              | Me              | Gi              | Ve              | Sa              | Do              | Lu              | Ma              | Me              | Gi              | Ve              | Sa              | Do              | Lu              | Ma              | Me              | Gi              | Ve              | Sa              | Do              | Lu              |                 |